# Štitáre
Štitáre – wieś i gmina (obec) w powiecie Nitra, w kraju nitrzańskim na Słowacji. Znajduje się w dolinie u podnóży gór Trybecz, w kierunku na północny wschód od miasta Nitra.